# Saint-Menges
Saint-Menges ist eine französische Gemeinde mit 934 Einwohnern (Stand 1. Januar 2022) im Département Ardennes in der Region Grand Est (vor 2016 Champagne-Ardenne). Die Gemeinde gehört zum Arrondissement Sedan und zum Kanton Sedan-2. 

## Geografie
Saint-Menges liegt etwa vier Kilometer nördlich von Sedan an der belgischen Grenze. Umgeben wird Saint-Menges von den Nachbargemeinden Vresse-sur-Semois (Belgien) im Norden, Fleigneux im Osten, Floing im Süden, Glaire im Südwesten sowie Donchery im Südwesten und Westen.

## Bevölkerungsentwicklung
| 1962                       | 1968 | 1975 | 1982 | 1990 | 1999 | 2006 | 2019 |
| -------------------------- | ---- | ---- | ---- | ---- | ---- | ---- | ---- |
| 1154                       | 1133 | 1058 | 976  | 964  | 996  | 1025 | 947  |
| Quellen: Cassini und INSEE |      |      |      |      |      |      |      |

## Sehenswürdigkeiten
- Kirche Saint-Menges
- Reste des Schlosses von Saint-Menges

## Persönlichkeiten
- Guy Herbulot (1925–2021), römisch-katholischer Geistlicher, Bischof von Evry-Corbeil-Essonnes